# مسئله قوطی کبریت باناخ
مسئله کبریت باناخ یک مسئله کلاسیک در احتمال منسوب به استفن باناخ است.

## طرح مساله
فلر می‌گوید این مسئله با اشاره به شوخ‌طبعی به عادت سیگار کشیدن باناخ در سخنرانی بزرگداشت او توسط هوگو اشتاینهاوس الهام گرفته شده‌است، اما این باناخ نبود که این مسئله را تنظیم کرده یا پاسخی ارائه داده‌است.
فرض کنید یک ریاضیدان همیشه دو قوطی کبریت حمل می‌کند: یکی در جیب سمت چپ و دیگری در سمت راست. هر بار که به کبریت احتیاج داشت، به‌طور مساوی احتمال دارد آن را از هر جیبی بردارد. فرض کنید او دست در جیب خود کرده و برای اولین بار متوجه می‌شود که قوطی برداشته‌شده خالی است. اگر فرض شود که هر یک از جعبه‌های کبریت از اول شامل {\displaystyle N} کبریت است، چقدر احتمال دارد که در قوطی دیگر دقیقاً {\displaystyle k} کبریت وجود داشته باشد؟

## راه حل

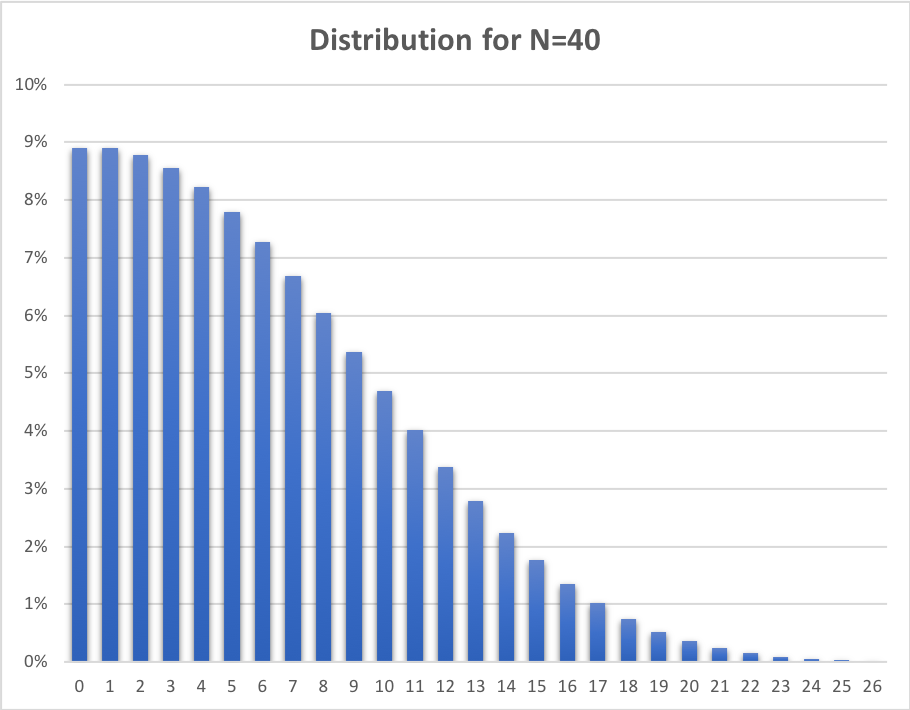
توزیع احتمال باقی ماندن k کبریت در جیب دیگر.

بدون از دست دادن کلیت، موردی را در نظر بگیرید که در قوطی کبریت در جیب راست او تعداد نامحدودی کبریت وجود دارد و بگذارید {\displaystyle M} تعداد کبریت‌های حذف شده از این یکی باشد قبل از اینکه سمت چپی خالی شود. هنگامی که جیب سمت چپ خالی است، مرد آن جیب را {\displaystyle (N+1)} بار انتخاب کرده‌است؛ بنابراین {\displaystyle M} تعداد موفقیت‌ها قبل از {\displaystyle (N+1)}شکست در آزمایش‌ها برنولی با {\displaystyle p=1/2} است، که دارای توزیع دوجمله‌ای منفی است و بنابراین
{\displaystyle P[M=m]={\binom {N+m}{m}}\left({\frac {1}{2}}\right)^{N+1+m}} .
با بازگشت به مسئله اصلی، می‌بینیم که احتمال این که ابتدا جیب سمت چپ خالی باشد {\displaystyle P[M<N+1]} است که برابر {\displaystyle 1/2} است، زیرا هر دو به یک اندازه محتمل هستند. ما می‌بینیم که تعداد {\displaystyle K} از کبریت‌های باقی‌مانده در جیب دیگر است:
{\displaystyle P[K=k]=P[M=N-k|M<N+1]=2P[M=N-k]={\binom {2N-k}{N-k}}\left({\frac {1}{2}}\right)^{2N-k}} .
چشم‌داشتی توزیع تقریباً {\displaystyle 2{\sqrt {N/\pi }}-1} است. (این با استفاده از تقریب استرلینگ نشان داده شده‌است.) بنابراین با قوطی‌هایی که با {\displaystyle N=40} کبریت شروع می‌شود، تعداد کبریت انتظاری در جعبه دوم برابر {\displaystyle 6} است.